# Creu Espanyola
La Creu Espanyola (alemany:Spanienkreuz) era una condecoració de l'Alemanya Nazi, creada per Adolf Hitler el 14 d'abril de 1939, i atorgada als membres de la Legió Còndor que van lluitar amb l'Exèrcit Nacional a la Guerra Civil espanyola entre juliol de 1936 i març de 1939.
L'ajut nazi donat al General Franco va ser semi-oficial, sobre unes bases voluntàries, i com que la Creu de Ferro encara no havia estat reinstaurada el 1936, es creà aquesta distinció (de curta durada) per premiar la valentia o els èxits militars. Per tant, es decretà que la Creu Espanyola no seria només una distinció de campanya, sinó que també per reconèixer la valentia.
Es lluïa a la butxaca dreta, i se situava a sota de la Creu Alemanya. 315 addicionals varen ser atorgades.

## Classes
Estava dividida en sis classes:
1. Bronze amb Espases: Atorgada per mostrar mèrit durant la guerra (8.462 atorgades)
2. Bronze sense Espases: Atorgada per 3 mesos de servei a Espanya (7.869 atorgades)
3. Plata amb Espases: Atorgada a aquells soldats que havien pres part en batalles decisives, que tenien una experiència de combat considerable, o que havien guanyat la Creu al Mèrit amb Distintiu Vermell espanyola. (304 atorgades)
4. Plata sense Espases: Atorgada pel mèrit. (327 atorgades)
5. Or amb Espases: Habitualment reservada a oficials superiors, a aquells que havien mostrat grans mèrits en combat o havien guanyat la Creu de Guerra espanyola (1.126 atorgades)
6. Or amb Espases i Diamants: Era vista com una reedició de la Pour le Mérite imperial, i atorgada als generals comandants o als asos de la Luftwaffe (amb 4 ó més victòries aèries), que havien mostrat unes grans habilitats de lideratge en batalla o grans mèrits. Se'n van atorgar 28: General der Flieger Sperrle, General der Flieger Volkmann, Generalleutnant Richthofen, Oberst von Thoma, Oberleutnant Mehnert, Major Harlingshausen, Major Wolff, Hauptmann Harder, Hauptmann Lützow, Hauptmann Mölders, Hauptmann von Moreau, Hauptmann Neudörffer, Hauptmann Schellmann, Hauptmann Schlichting, Oberleutnant Balthasar, Oberleutnant Bertram, Oberleutnant Enslen, Oberleutnant Galland, Oberleutnant Hoyos, Oberleutnant von Kessel, Oberleutnant Kraft, Oberleutnant Oesau, Oberleutnant Seiler, Oberleutnant Stärcke, Leutnant Boddem, Leutnant Fehlhalber, Leutnant Henrici, Leutnant Runze)

Es creà una versió especial, la Creu d'Honor dels Parents dels Morts a España (Ehrenkreuz für Hinterbliebene Deutscher Spanienkämpfer), atorgada als parents d'aquells morts en acció durant la Guerra Civil espanyola o a causa de les ferides contretes allà. Només se'n concediren 315, i l'orde de precedència dels parents era:
1. viuda
2. fill gran
3. filla gran
4. pare
5. mare
6. germà
7. germana

## Disseny
Una creu de Malta. Al centre hi ha un medalló amb una esvàstica. Entre els braços de la creu hi ha dues espases creuades i, sobre les espases, l'àliga de la Luftwaffe (en la versió de no-combatents s'eliminen les espases).
En els rangs màxims de la condecoració hi ha diamants engastats al voltant de l'esvàstica.
El revers és pla, i té l'agulla per poder-se penjar de l'uniforme.
La versió pels familiars és igual a la creu de no-combatent, però més petita. A diferència de les altres, aquesta penja d'un galó negre amb una franja blanca a les puntes, amb una bandera espanyola al centre (vermell–groc–vermell)